# Hamida Djandoubi
Hamida Djandoubi (arabe : حميدة جندوبي), né le 22 septembre 1949 à Tunis et mort guillotiné le 10 septembre 1977 à Marseille dans la prison des Baumettes, est un Tunisien condamné à mort en France pour crimes. Responsable du viol, de la torture puis du meurtre de son ancienne compagne âgée de 21 ans, Djandoubi est le dernier condamné à mort exécuté sur le sol français ainsi que le dernier exécuté en Europe au moyen d'une guillotine.

## Histoire

### Contexte
En octobre 1971, Hamida Djandoubi, employé chez un pépiniériste, est victime d'un grave accident du travail : une de ses jambes est happée par un motoculteur et doit subir une amputation sur place. Lors de son hospitalisation, il fait la connaissance d'Élisabeth Bousquet, âgée de 18 ans, dont le père partage la chambre d'Hamida Djandoubi. Elle devient sa compagne.

### Assassinat
Un soir de 1973, Djandoubi contraint Élisabeth à avoir des relations sexuelles tarifées avec huit autres hommes. La jeune femme porte plainte pour proxénétisme en mai 1973. Après avoir été convoqué au commissariat de police, il est poursuivi et condamné à plusieurs mois de prison. La même année, il fréquente deux adolescentes, Annie et Amaria, auxquelles il impose la prostitution. Commence alors une relation à trois, dans laquelle progressivement la violence vient s'immiscer.
Djandoubi, qui avait juré de se venger, retrouve Élisabeth presque par hasard. Sous un prétexte fallacieux,  il la convainc de le suivre à son domicile, le 3 juillet 1974. Élisabeth y subit une longue séance de torture en présence d'Annie et Amaria ; elle est frappée à coups de bâton et de ceinture, violée et brûlée sur certaines parties du corps. Elle est ensuite transportée, nue et sans connaissance, dans la campagne, à Lançon-Provence près de Salon-de-Provence, à une quarantaine de kilomètres de Marseille. Djandoubi l'entraîne dans un cabanon de pierres, où il l'achève en l'étranglant. Le cabanon étant utilisé ponctuellement par des prostituées pour leur activité, le corps non identifiable y est retrouvé quelques jours plus tard. Le 28 juillet, Djandoubi recueille une adolescente en fugue âgée de quinze ans, Houria, la séquestre et la viole.

### Arrestation et instruction
Le 9 août 1974, alors qu'Annie s'est absentée, Houria convainc Amaria de fuir et de porter plainte au commissariat du VIe arrondissement de Marseille pour viol aggravé sur une adolescente de quinze ans, séquestration, coups et blessures et menaces de mort,. Deux jours plus tard, Djandoubi est arrêté. Il reconnaît les faits et accepte de collaborer avec les autorités, notamment lors d'une reconstitution le 8 novembre, espérant ainsi obtenir la clémence. Lors de son discours de 1981, Robert Badinter voit en Hamida Djandoubi un « unijambiste […] qui, quelle que soit l'horreur – et le terme n'est pas trop fort – de ses crimes, présentait tous les signes d'un déséquilibré ». Le procureur général Chauvy parle à l'époque d'« une âme démoniaque », les experts psychiatres considérant qu'il avait « une intelligence supérieure à la normale mais constituait un colossal danger social ».

### Condamnation
Ses avocats, Émile Pollak et Jean Goudareau, ne peuvent lui éviter d'être condamné à mort, le 25 février 1977, par la cour d'assises des Bouches-du-Rhône pour « assassinat après tortures et barbarie, viol et violences avec préméditation ». L'affaire commence alors à être médiatisée sur le plan national : des articles lui sont consacrés dans des quotidiens comme Le Figaro ou Libération. Le pourvoi en cassation est rejeté le 9 juin de la même année. Le 8 septembre, la grâce lui est refusée par le président de la République de l'époque, Valéry Giscard d'Estaing.

### Exécution
Le 9 septembre 1977, le procureur de la République de Marseille adresse aux avocats de Djandoubi une notification pour les informer que la grâce a été rejetée et que la date de l'exécution est fixée le lendemain à 4 h 15, afin qu'ils puissent « assister leur client ». Le 10 septembre, à 4 h 40, Djandoubi est guillotiné dans la cour de la prison des Baumettes par l'exécuteur Marcel Chevalier, à douze jours de son 28e anniversaire.
Après l’exécution de Djandoubi, 17 criminels sont encore condamnés à mort en France, mais aucun n'est exécuté : quatre – tous défendus par Robert Badinter – bénéficient des circonstances atténuantes au terme d'un second procès après cassation, entre 1978 et 1980 ; deux voient leurs condamnations annulées en mars 1981 puis sont rejugés après l'abolition de la peine capitale ; un, Philippe Maurice, bénéficie de la grâce présidentielle en mai 1981 peu après l'entrée en fonction de François Mitterrand ; un autre, Paul Laplace, est mort en prison le 8 août ; enfin, les neuf derniers condamnés à mort – dont trois jugés par contumace – voient leur sentence commuée en réclusion criminelle à perpétuité en vertu de l'article 9 de la loi no 81-908 du 9 octobre 1981 portant abolition de la peine de mort. Hamida Djandoubi est donc le dernier exécuté de France et d'Europe de l'Ouest,,.

## Témoignages
Le quotidien Le Monde publie en 2013 la transcription d'un témoignage de Monique Mabelly, à l'époque doyenne des juges d'instruction à Marseille. Dans ce document, l'intéressée relate sa désignation d'office par le président du tribunal, le 9 septembre 1977, comme témoin de l'exécution, puis fait brièvement état de ses réticences et, enfin, rend compte du déroulement des faits, tôt le lendemain, à la prison des Baumettes.
Son récit, transmis au cours de l'été 2013 par son fils à Robert Badinter, avocat puis ministre de la Justice de François Mitterrand, qui avait porté à l'automne 1981 la loi abolissant la peine de mort en France, est ensuite communiqué au Monde, avec l'accord de la famille Mabelly. Le quotidien y voit un « document historique de premier plan » et Badinter considère que « son authenticité et sa qualité sont indiscutables ».
L'ancien garde des Sceaux a remis le 7 décembre 2016 ce document historique à l'École nationale de la magistrature à l'occasion du 35e anniversaire de l'abolition de la peine de mort.
En août 2020, pour la première fois, Houria, la jeune fille de quinze ans qui s'est échappée de chez Hamida Djandoubi 46 ans auparavant, en août 1974, raconte son calvaire au micro de Dominique Rizet. La victime du dernier guillotiné de France y relate comment elle s'est enfuie, ainsi que son parcours difficile (avant et après son enlèvement), et sa reconstruction, ce qui permet de mieux comprendre le contexte de cette époque.

### Filmographie
- Cédric Condom (réalisateur) et Jean-Yves Le Naour (scénariste), Le Dernier guillotiné (documentaire), Kilahom et Planète+Justice, 2011, 56 min
- Peter Dourountzis, Le Dernier raccourci, Année Zéro, 2015, 18 min

### Émissions radiophoniques
- Jacques Pradel, « Le dernier guillotiné », L'Heure du crime, RTL, 1er septembre 2011
- Christophe Hondelatte, Hondelatte raconte, Europe 1, 21 mars 2017